# Konservative Partei Kanadas (historisch)
Die Konservative Partei Kanadas (englisch Conservative Party of Canada, französisch Parti conservateur du Canada) war eine konservative Partei in Kanada, die von 1867 bis 1942 existierte. In den ersten Jahren nach ihrer Gründung nannte sie sich Liberal-konservative Partei. Der Zusatz „liberal“ fiel zwar 1873 weg, doch zahlreiche Kandidaten verwendeten diese Bezeichnung bis 1911 weiterhin. In Anlehnung an die britische Conservative Party wurden die kanadischen Konservativen meist als „Tories“ bezeichnet. 1942 fusionierte die Konservative Partei mit der Progressiven Partei zur Progressiv-konservativen Partei. Durch die Fusion der Progressiv-konservativen Partei mit der Kanadischen Allianz entstand wiederum die heutige Konservative Partei.

## Geschichte

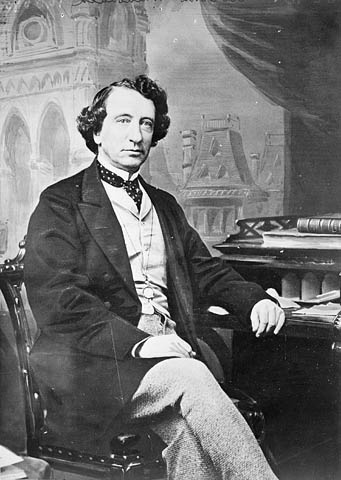
John Macdonald

Die Wurzeln der Konservativen Partei reichen ins Jahr 1854 zurück, als die Parti bleu von George-Étienne Cartier in Québec sowie Liberale und Konservative in Ontario unter der Führung von John Macdonald eine Koalitionsregierung bildeten. Bei der Gründung der Kanadischen Konföderation im Jahr 1867 bildete sich daraus die Liberal-konservative Partei (allgemein als Konservative Partei bezeichnet).
Macdonald wurde 1867 offiziell Parteivorsitzender und nach der Unterhauswahl im selben Jahr erster Premierminister des neu entstandenen Staates Kanada. Die Partei vereinte Ultramontane aus Québec sowie Unternehmer, Tories und Oranier in allen vier Gründerprovinzen. Nach dem Pacific-Skandal musste Macdonald 1873 zurücktreten, kehrte aber fünf Jahre später an die Regierungsspitze zurück. Die Konservativen lehnten den von der Liberalen Partei angestrebten Freihandel mit den Vereinigten Staaten ab und traten stattdessen für die National Policy ein, eine protektionistische Wirtschaftspolitik, die mit der Erschließung und Besiedlung des Westens einherging.

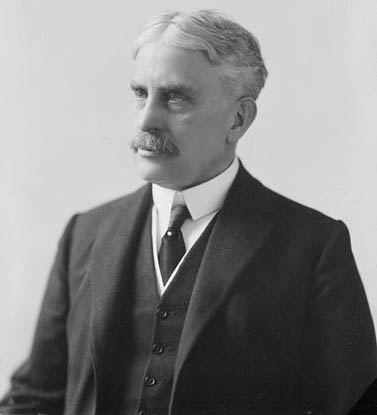
Robert Borden

Macdonald starb 1891 im Amt und seine Nachfolger hatten große Mühe, die unsichere Koalition aus katholischen Frankokanadiern und britischen Imperialisten zusammenzuhalten. Die Red-River-Rebellion, die Hinrichtung von Louis Riel und die Manitoba-Schulfrage verschärften die parteiinternen Auseinandersetzungen und machten in Québec die Konservativen während mehreren Jahrzehnten praktisch unwählbar. Bei der Unterhauswahl 1911 wurden Wilfrid Lauriers Liberale von der Macht verdrängt, da sie weiterhin für den Freihandel eintraten. Robert Borden führte eine neue konservative Regierung an und betonte die engen Bindungen zum britischen Mutterland.
Borden versuchte, mit der Einbindung von Québecer Nationalisten die Wählerbasis zu verbreitern. Doch der Erste Weltkrieg führte zu einem weiteren Zerwürfnis zwischen den beiden Sprachgruppen. Die Frankokanadier waren nicht gewillt, Großbritannien im Krieg zu unterstützen, während die Anglokanadier auf einer Unterstützung durch Kanada bestanden und die Einführung der Wehrpflicht forderten (siehe Wehrpflichtkrise von 1917). Bei der Unterhauswahl 1917 schlossen sich die Konservativen mit jenen Liberalen, welche die Wehrpflicht befürworteten, zur Unionistischen Partei zusammen. Der Wahlsieg führte jedoch zu einem dauerhaft gestörten Verhältnis zu den Frankokanadiern. Die Unionistische Partei zerfiel rasch wieder; die Liberalen kehrten wieder zu ihrer alten Partei zurück oder traten der Progressiven Partei bei.
Mit Arthur Meighen, Bordens Nachfolger als Parteivorsitzender, fielen die Konservativen bei der Unterhauswahl 1921 auf den dritten Platz zurück. 1925 wurden sie zwar wieder stärkste Partei, doch der liberale Premierminister William Lyon Mackenzie King konnte sich mit Unterstützung der Progressiven halten. Im darauf folgenden Jahr verlor King eine Abstimmung und bat Generalgouverneur Julian Byng um Auflösung des Parlaments. Byng weigerte sich jedoch und beauftragte Meighen mit der Bildung einer neuen Regierung. Nur drei Monate später wurde Meighen selbst gestürzt, woraufhin doch eine Neuwahl stattfand und die Liberalen einen überwältigenden Wahlsieg feierten. Diese King-Byng-Affäre führte zu einer Erstarkung jener Kreise, die eine größere Souveränität Kanadas anstrebten. Die Konservativen hingegen galten als Symbol des britischen Imperialismus, der in der Bevölkerung keine Unterstützung mehr fand.

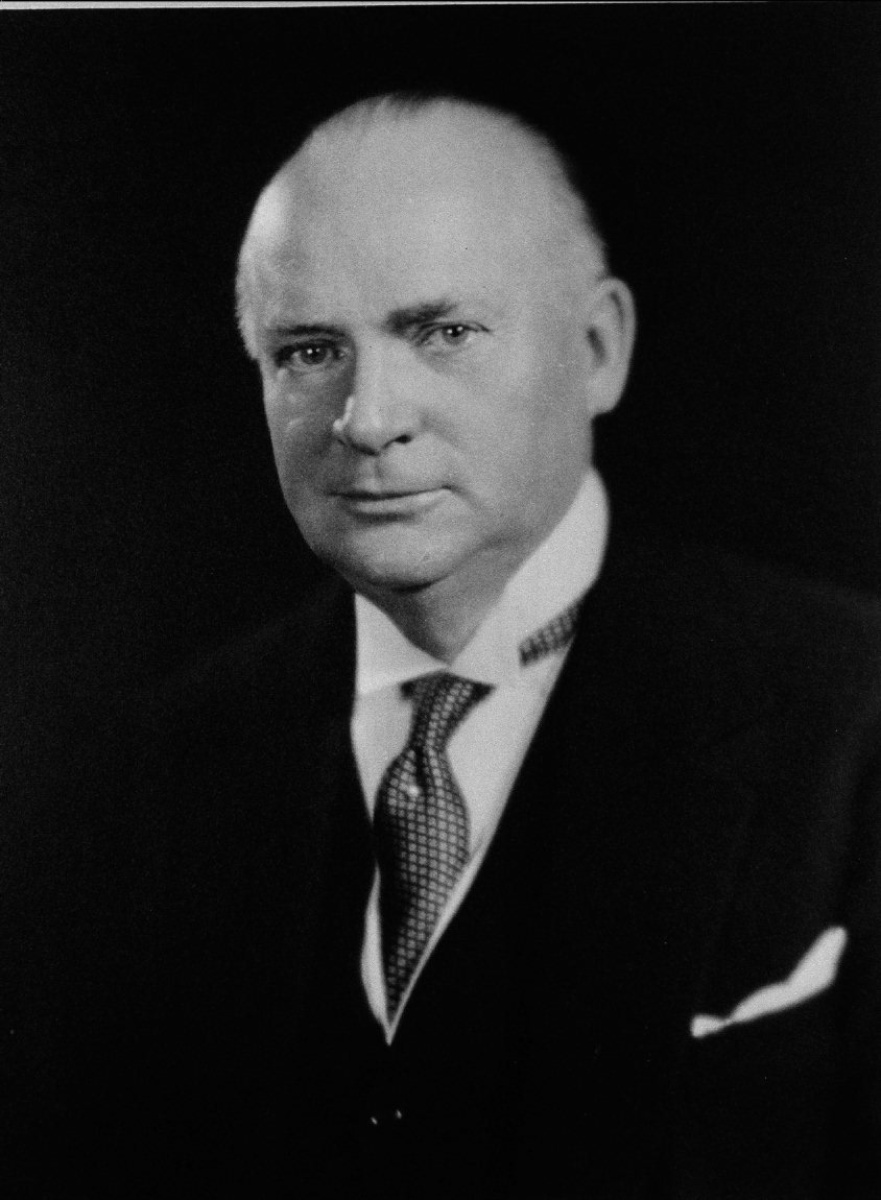
Richard Bedford Bennett

Meighen wurde 1927 durch Richard Bedford Bennett abgelöst, der die Konservativen drei Jahre später zum Wahlsieg führte, hauptsächlich wegen der Unfähigkeit der liberalen Regierung, die sozialen Folgen der Weltwirtschaftskrise zu bewältigen. Doch das alte Rezept der Konservativen, hohe Zölle und Ausrichtung des Handels auf Großbritannien, zeigte ebenfalls keinerlei Wirkung. Schwere Ausschreitungen und das Aufkommen zahlreicher Protestparteien brachten die Konservativen unter Druck. Bennett vollzog einen radikalen Kurswechsel und versuchte, den New Deal von Franklin D. Roosevelt auf kanadische Verhältnisse anzupassen. Doch diese Maßnahmen griffen viel zu spät und die Konservativen mussten bei der Unterhauswahl 1935 eine vernichtende Wahlniederlage hinnehmen.
Bei der Unterhauswahl 1940 schnitt die Konservative Partei ähnlich schlecht ab. Sie war führungsschwach und befand sich finanziell in einer schwierigen Lage. Allgemein wurde erwartet, die kanadische Politik werde sich nach Ende des Zweiten Weltkriegs eher nach links bewegen. Aus diesem Grund versuchten die Konservativen, in der Mitte des politischen Spektrums Fuß zu fassen. Im Dezember 1942 wählten sie John Bracken von der Progressive Party of Manitoba zu ihrem neuen Vorsitzenden. Bracken integrierte die übrigen Provinz-Ableger der Progressiven Partei und setzte die Umbenennung in Progressiv-konservative Partei durch.

## Wahlergebnisse
Ergebnisse bei den Wahlen zum Unterhaus:
| Wahl | Sitze total | Kandi- daten | Gew. Sitze | Stimmen | Anteil  |
| ---- | ----------- | ------------ | ---------- | ------- | ------- |
| 1867 | 180         | 112          | 100        | 92.722  | 34,53 % |
| 1872 | 200         | 140          | 99         | 123.100 | 38,66 % |
| 1874 | 206         | 104          | 65         | 99.440  | 30,58 % |
| 1878 | 206         | 161          | 134        | 229.191 | 42,06 % |
| 1882 | 211         | 168          | 133        | 208.544 | 40,39 % |
| 1887 | 215         | 205          | 124        | 347.327 | 47,90 % |
| 1891 | 215         | 213          | 118        | 377.789 | 48,74 % |
| 1896 | 213         | 207          | 86         | 467.415 | 48,17 % |
| 1900 | 213         | 204          | 79         | 438.330 | 46,10 % |
| 1904 | 214         | 205          | 75         | 470.430 | 45,94 % |

| Wahl | Sitze total | Kandi- daten | Gew. Sitze | Stimmen   | Anteil  |
| ---- | ----------- | ------------ | ---------- | --------- | ------- |
| 1908 | 221         | 211          | 85         | 539.374   | 46,21 % |
| 1911 | 221         | 212          | 132        | 636.938   | 48,90 % |
| 1917 | 235         | 211          | 153        | 1.070.694 | 56,93 % |
| 1921 | 235         | 204          | 49         | 935.651   | 29,95 % |
| 1925 | 235         | 232          | 115        | 1.454.253 | 46,13 % |
| 1926 | 245         | 232          | 91         | 1.476.834 | 45,35 % |
| 1930 | 245         | 229          | 134        | 1.863.115 | 47,79 % |
| 1935 | 245         | 228          | 39         | 1.290.671 | 29,84 % |
| 1940 | 245         | 207          | 39         | 1.402.059 | 30,41 % |

## Parteivorsitzende
- John Macdonald (1. Juli 1867 – 6. Juni 1891)
- John Abbott (16. Juni 1891 – 24. November 1892)
- John Thompson (5. Dezember 1892 – 12. Dezember 1894)
- Mackenzie Bowell (21. Dezember 1894 – 27. April 1896)
- Charles Tupper (1. Mai 1896 – 6. Februar 1901)
- Robert Borden (6. Februar 1901 – 10. Juli 1920)
- Arthur Meighen (10. Juli 1920 – 24. September 1926)
- Hugh Guthrie (11. Oktober 1926 – 12. Oktober 1927, interimistisch)
- Richard Bedford Bennett (12. Oktober 1927 – 7. Juli 1938)
- Robert James Manion (7. Juli 1938 – 14. Mai 1940)
- Richard Hanson (14. Mai 1940 – 12. November 1941, interimistisch)
- Arthur Meighen (12. Dezember 1941 – 9. Dezember 1942)